# Brotomys voratus
Brotomys voratus är en utdöd däggdjursart som beskrevs av Miller 1916. Brotomys voratus ingår i släktet Brotomys och familjen lansråttor. IUCN kategoriserar arten globalt som utdöd. Inga underarter finns listade.
Denna gnagare levde under 1500-talet på Hispaniola. Senare blev den inte dokumenterade och arten antas vara utdöd.
Före européernas ankomst fångades arten av ursprungsbefolkningen Arawak för köttets skull. Européerna tog med sig råttor som troligen var den främsta orsaken för artens försvinnande.
Den spanska ståthållaren Gonzalo Fernández de Oviedo skrev 1535 om gnagaren "mohuy" som åts av lokalbefolkningen. Antagligen är den identisk med Brotomys voratus. Gnagaren jagades troligen av den likaså utdöda hispaniolatornugglan (Tyto ostologa). Skelettdelar av Brotomys voratus som hittades i grottor antas inte komma från människor utan från ugglan.
När Miller 1916 publicerade den vetenskapliga beskrivningen fanns bara ofullständiga kranier och skelettdelar kvar. Han uppskattade att Brotomys voratus liknade de nu levande lansråttorna med undantag av ett kortare och robustare huvud.